# Stanjinac
Stanjinac (izvirno srbsko Стањинац) je naselje v Srbiji, ki upravno spada pod Občino Knjaževac; slednja pa je del Zaječarskega upravnega okraja.

## Demografija
V naselju živi 94 polnoletnih prebivalcev, pri čemer je njihova povprečna starost 65,6 let (61,2 pri moških in 70,2 pri ženskah). Naselje ima 51 gospodinjstev, pri čemer je povprečno število članov na gospodinjstvo 1,86.
To naselje je, glede na rezultate popisa iz leta 2002, večinoma srbsko.
|  |

| Demografija | Demografija     | Demografija     |
| Leto        | Št. prebivalcev | Št. prebivalcev |
| ----------- | --------------- | --------------- |
|             |                 |                 |
|             |                 |                 |
|             |                 |                 |
|             |                 |                 |
| 1948        | 762             |                 |
| 1953        | 707             |                 |
| 1961        | 614             |                 |
| 1971        | 506             |                 |
| 1981        | 289             |                 |
| 1991        | 156             | 155             |
| 2002        | 97              | 95              |
|             |                 |                 |

| Etnična sestava po popisu iz leta 2002 | Etnična sestava po popisu iz leta 2002 | Etnična sestava po popisu iz leta 2002 | Etnična sestava po popisu iz leta 2002 | Etnična sestava po popisu iz leta 2002 |
| -------------------------------------- | -------------------------------------- | -------------------------------------- | -------------------------------------- | -------------------------------------- |
| Srbi                                   | Srbi                                   |                                        | 93                                     | 97,89%                                 |
| Neznano                                | Neznano                                |                                        | 2                                      | 2,10%                                  |